# 埃坦 (摩泽尔省)
埃坦（法語：Etting，法語發音：[etɛ̃]；洛林法兰克语：Ettinge）是法国摩泽尔省的一个市镇，属于萨尔格米讷区。

## 地理
埃坦（49°1'50"N, 7°10'45"E）面积7.06 平方千米，位于法国大東部大區摩泽尔省，该省份为法国东北部内陆省份，是洛林的一部分，西南接默尔特-摩泽尔省，东临下莱茵省，北与卢森堡和德国接壤。
与埃坦接壤的市镇（或旧市镇、城区）包括：阿亨、比南、卡劳森、拉兰、施米特维莱尔。
埃坦的时区为UTC+01:00、UTC+02:00（夏令时）。

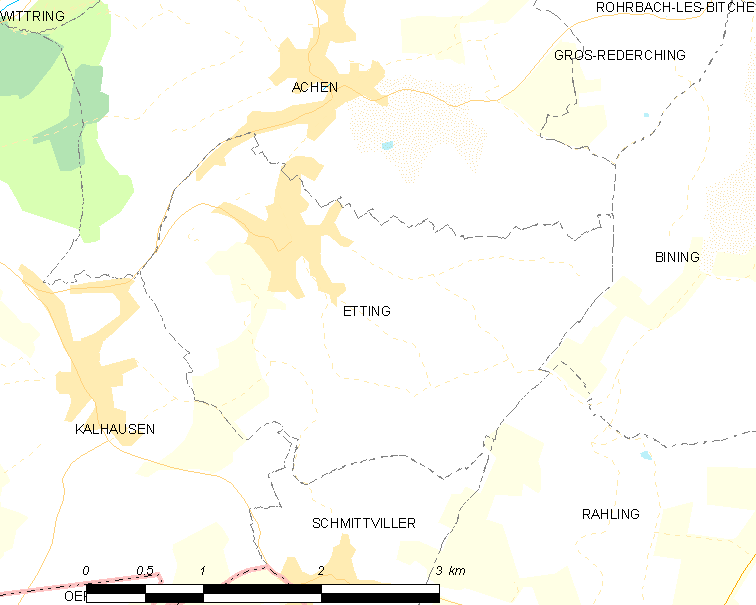
埃坦的OSM定位图

## 行政
埃坦的邮政编码为57412，INSEE市镇编码为57201。

## 政治
埃坦所属的省级选区为比奇县。

## 人口

1962-2008年间埃坦人口变化图示

埃坦于2022年1月1日时的人口数量为714人。